# Xã Cauthron, Quận Logan, Arkansas
Xã Cauthron (tiếng Anh: Cauthron Township) là một xã thuộc quận Logan, tiểu bang Arkansas, Hoa Kỳ. Năm 2010, dân số của xã này là 365 người.